# Carlo Fruttero
Carlo Fruttero (né à Turin le 19 septembre 1926 et mort à Roccamare le 15 janvier 2012) est un écrivain, traducteur, scénariste pour la télévision et journaliste italien. Il a écrit la plus grande partie de son œuvre en collaboration avec Franco Lucentini.

## Biographie
Carlo Fruttero travaille comme traducteur pendant de nombreuses années avant de faire la connaissance de Franco Lucentini en 1953. Tous deux feront équipe à partir de 1957, jusqu'à la mort de Lucentini en 2002, puis Fruttero continue seul à publier des romans.
En 2007, le prix Chiara a couronné l'ensemble de son œuvre. La même année, Carlo Fruttero a reçu le prix Campiello pour Des femmes bien informées.
Très lié à la France et notamment à Paris, où il faisait de fréquents séjours, il lui a été attribué la dignité de citoyen d'honneur de la ville de Montpellier.

## Fruttero et Lucentini

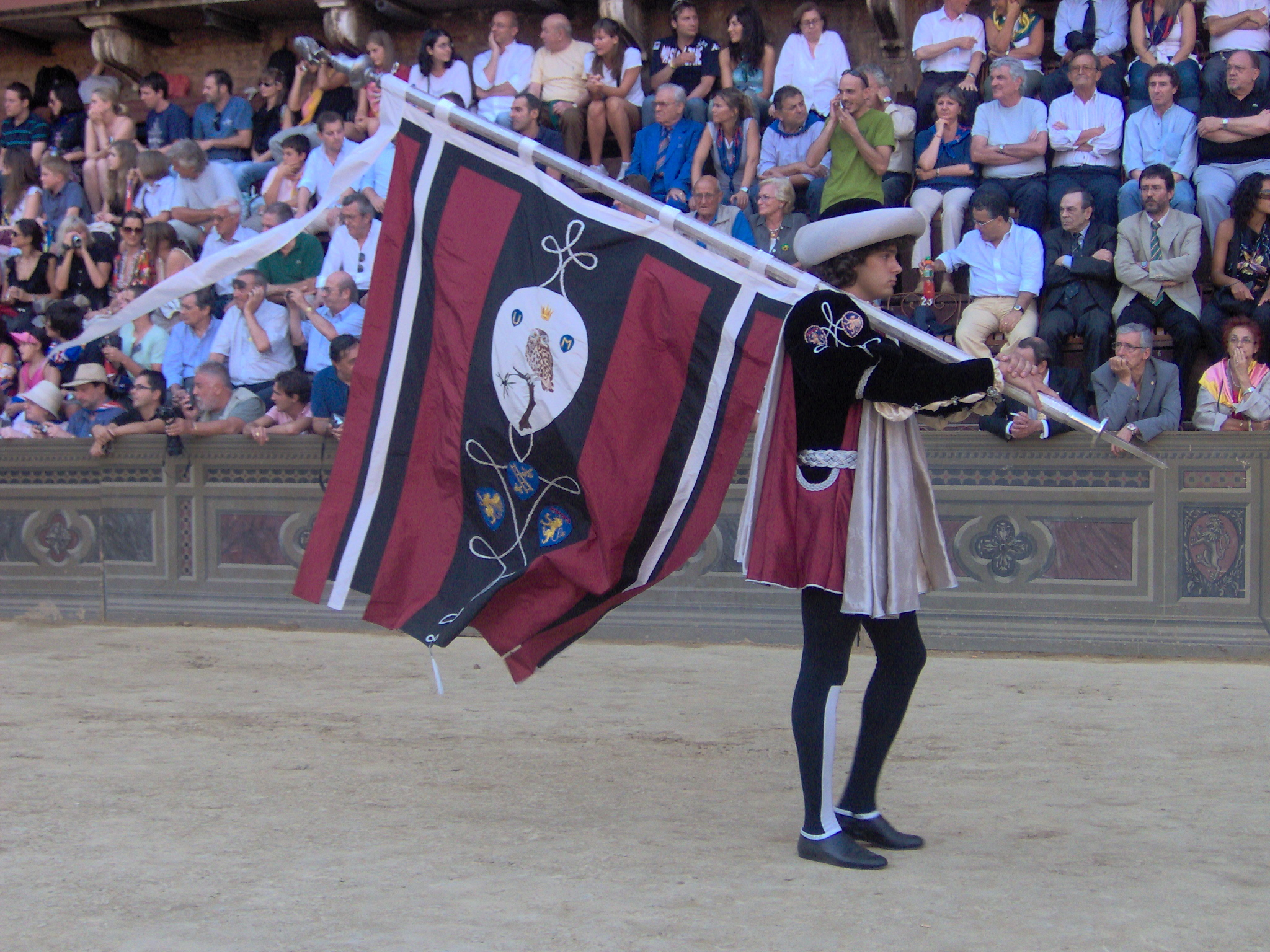
Place de Sienne, côté ombre : la contrade de la Chouette au Palio de Sienne

Durant quarante-cinq ans, l'équipe que forment Fruttero et Lucentini, fort célèbre sous l'abréviation de « F & L », va déployer ses talents dans le domaine du journalisme, de la traduction, de l'édition, de la littérature et du roman policier. « F & L » porte d'ailleurs un surnom : la « firme » (la ditta).
Leur premier livre commun est un recueil de poèmes, L'idraulico non verrà, en 1971, mais c'est l'année suivante que Fruttero et Lucentini connaissent la gloire grâce à un roman policier, La Donna della domenica (La Femme du dimanche), à qui ils donneront une suite en 1979 avec A che punto è la notte. Parmi leurs autres best-sellers, on peut citer L'Amant sans domicile fixe, où ils revisitent le mythe du Juif errant, et Place de Sienne, côté ombre, thriller étroitement lié aux mystères du Palio de Sienne.
Pour chacun des livres écrits à quatre mains, romans ou essais, ils se répartissent les rôles : l'un rédige un premier jet, l'autre relit et s'occupe de la remise en forme du texte.
À partir de 1972, ils écrivent aussi pour La Stampa, le grand quotidien de Turin, où leur chronique intitulée L'Agenda di F & L offre un commentaire malicieux sur les événements de l'actualité et fournira la substance de leur célèbre « trilogie du crétin » : La Prédominance du crétin, La Sauvegarde du sourire et Le Retour du crétin. Les deux coéquipiers publient également de nombreux articles dans L'Espresso et dans Epoca, ce qui ne les empêche pas d'œuvrer en tant que traducteurs (par exemple, ils traduisent en italien le Dr Jekyll et Mr Hyde de R. L. Stevenson), d'adapter le roman La Pierre de lune de Wilkie Collins en 1972 pour la télévision, d'imaginer une fin au Mystère d'Edwin Drood de Charles Dickens (sous le titre de L'Affaire D ou le Crime du faux vagabond), de publier des anthologies, de diriger des collections chez des éditeurs comme Einaudi et Mondadori, ou encore de présider aux destinées du magazine Il Mago et de la revue Urania, qu'ils ont dirigée de 1961 à 1986.
Leur premier succès de librairie, La Femme du dimanche, est adapté au cinéma, sous le titre éponyme, en 1975 par Luigi Comencini, avec Marcello Mastroianni dans le rôle du commissaire Santamaria. En 1994, Nanni Loy adapte leur roman A che punto è la notte (La Nuit du Grand Boss) pour la télévision.
Il meurt le 15 janvier 2012 à Roccamare, hameau de Castiglione della Pescaia, à l'âge de 85 ans.

## Œuvre

### Romans
- Donne informate sui fatti (2006) Publié en français sous le titre Des femmes bien informées, traduit par François Rosso, Paris, Robert Laffont, 2007  (ISBN 978-2-221-10921-2) ; réédition, Paris, Robert Laffont, coll. « Pavillons poche », 2008  (ISBN 978-2-221--11165-9)
- Ti trovo un po' pallida (2007)

### Autres publications
- Le meraviglie del possibile. Antologia della fantascienza (1959), en collaboration avec Sergio Solmi
- Visibilità zero. Le disavventure dell'on. Slucca (1999)
- La Creazione. Sotto l'alto patrocinio dell'Onnipotente (2008)
- Mutandine di chiffon. Memorie retribuite (2010)
- La patria, bene o male (2010), en collaboration avec Massimo Gramellini

## Ouvrages signés Fruttero et Lucentini

### Romans
- La donna della domenica (1972) Publié en français sous le titre ''La Femme du dimanche'', traduit par Philippe Jaccottet, Paris, Éditions du Seuil, 1973 ; réédition, Paris, Le Livre de poche no 4151, 1975  (ISBN 2-253-00760-9) ; réédition, Paris, Seuil, Point. Romans no 111, 1995  (ISBN 2-02-025581-2) ; réédition, Paris, Seuil, Point. Romans no 652, 1999  (ISBN 2-02-037805-1)
- Il significato dell'esistenza (1975) Publié en français sous le titre La Signification de l'existence, traduit par François Rosso, Paris, Arléa, 1988  (ISBN 2-86959-036-9) ; réédition, Paris, Arléa, coll. « Arléa poche », no 5, 1996  (ISBN 2-86959-297-3)
- A che punto è la notte (1979) Publié en français sous le titre La Nuit du grand boss, traduit par Jean-Claude Zancarini, Paris, Bernard Grasset, 1980  (ISBN 2-246-00958-8) ; réédition, Paris, Le Livre de poche no 5663-5664, 1982  (ISBN 2-253-02999-8)
- Ti trovo un po' pallida (1981) Publié en français sous le titre Je te trouve un peu pâle, traduit par Gérard Hug, Paris, Éditions du Seuil, 1982  (ISBN 2-02-006208-9)
- Il palio delle contrade morte (1983) Publié en français sous le titre Place de Sienne, côté ombre, traduit par Jean-Claude Zancarini, Paris, Éditions du Seuil, 1985  (ISBN 2-02-008631-X) ; réédition, Paris, Seuil, Point. Romans no 284, 1987  (ISBN 2-02-009675-7)
- La prevalenza del cretino (1985) Publié en français sous le titre La Prédominance du crétin, traduit par Jean-Claude Zancarini, Paris, Arléa, 1988  (ISBN 2-86959-040-7) ; réédition, Paris, Le Livre de poche no 6756, 1990  (ISBN 2-253-05280-9)
- L'amante senza fissa dimora (1986) Publié en français sous le titre L'Amant sans domicile fixe, traduit par François Rosso, Paris, Éditions du Seuil, 1987  (ISBN 2-02-009859-8) ; réédition, Paris, Seuil, Point. Romans no 359, 1989  (ISBN 2-02-010794-5)
- Il colore del destino (1987), deux courts romans Publié en français sous le titre La Couleur du destin, traduit par Simone Benne-Darses, Gérard Hug et Philippe Jaccottet, Paris, Éditions du Seuil, 1990  (ISBN 2-02-011427-5) ; réédition, Paris, Seuil, Point. Romans no 493, 1991  (ISBN 2-02-014391-7)
- La manutenzione del sorriso (1988) Publié en français sous le titre La Sauvegarde du sourire, traduit par Jean-Claude Zancarini et Laure Raffaelli-Fournel, Paris, Arléa, 1989  (ISBN 2-86959-040-7)
- La verità sul caso D. (1989), version complète du roman Le Mystère d'Edwin Drood, texte inachevé de Charles Dickens Publié en français sous le titre L'Affaire D. ou Le crime du faux vagabond, traduit par Simone Darses, Paris, Seuil, POints. Roman no 594, 1993  (ISBN 2-02-019742-1) ; réédition, Paris,  Points no 112, 1995  (ISBN 2-02-025582-0)
- Enigma in luogo di mare (1991) Publié en français sous le titre Ce qu'a vu le vent d'ouest, traduit par Gérard Hug, Paris, Éditions du Seuil, 1993  (ISBN 2-02-015149-9)
- Il ritorno del cretino (1992) Publié en français sous le titre Le Retour du crétin, traduit par Luc Barbelesco, Paris, Arléa, 1993  (ISBN 2-86959-158-6)
- Breve storia delle vacanze (1994)  Publié en français sous le titre Brève histoire des vacances, traduit par Gérard Hug, Paris, Points. Virgule no 158, 1995  (ISBN 2-02-023201-4)
- La morte di Cicerone. Racconto sceneggiato (1995)
- Il cretino in sintesi (2002)
- I ferri del mestiere. Manuale involontario di scrittura con esercizi svolti (2002)
- Il cretino. Rispettabile se non esauriente trilogia sull'argomento (2012)

### Poésie
- L'idraulico non verrà (1971)

### Théâtre
- La cosa in sé (1982) Publié en français sous le titre La Chose en soi, traduit par Danielle Dubroca et Jean-Paul Manganaro, Paris, Arléa, 1989  (ISBN 2-86959-045-8)

### Anthologies et recueils de nouvelles
- Storie di fantasmi e vampiri. Antologia di racconti anglosassoni del soprannaturale (1960)
- Il secondo libro della fantascienza. Le meraviglie del possibile (1961)
- La verità sul caso Smith. Antologia della nuova narrativa americana (1963)
- Universo a sette incognite. Antologia di capolavori della fantascienza (1963)
- Quaranta storie americane di guerra. Da Fort Sumter a Hiroshima (1964)
- L'ombra del 2000. Romanzi e racconti di fantascienza (1965)
- Diari di guerra delle SS (1966)
- Il Dio del 36º piano. Storie del futuro prossimo (1968)
- Il libro dei nomi di battesimo (1969)
- La vera storia di Bonnie e Clyde (1969)
- La linea del fuoco (1969)
- Universo a sette incognite. Antologia di capolavori della fantascienza (1972)
- Il passo dell'ignoto. Un'antologia di racconti di fantascienza (1972)
- Stella a cinque mondi (1963)
- Quando crollano le metropoli (1977)
- Scendendo. Romanzi e racconti di fantascienza sotterranea (1977)
- Questa notte attenti agli UFO (1978)
- Incontri coi fantaspiriti (1978)
- 10 chiavi per lo spazio (1979)
- L'ora di fantascienza (1982)
- Viaggio di nozze al Louvre. Dieci storie (1982)
- Il quarto libro della fantascienza (1991)
- Íncipit. 757 inizi facili e meno facili (1993)
- Il nuovo libro dei nomi di battesimo (1996)

## Sources
- (it) Cet article est partiellement ou en totalité issu de l’article de Wikipédia en italien intitulé « Carlo Fruttero » (voir la liste des auteurs).